# Handboll vid olympiska sommarspelen 2024
Handboll vid olympiska sommarspelen 2024 spelades mellan den 25 juli och 11 augusti 2024. Gruppspelsmatcherna spelades i Arena Paris Sud 6 och matcherna i utslagsspelet spelades i Stade Pierre-Mauroy i Lille.

## Program
| GS | Gruppspel | ¼ | Kvartsfinaler | ½ | Semifinaler | B | Bronsmatch | F | Final |

| DatumGren | Tor 25 | Fre 26 | Lör 27 | Sön 28 | Mån 29 | Tis 30 | Ons 31 | Tor 1 | Fre 2 | Lör 3 | Sön 4 | Mån 5 | Tis 6 | Ons 7 | Tor 8 | Fre 9 | Lör 10 | Lör 10 | Sön 11 | Sön 11 |
| --------- | ------ | ------ | ------ | ------ | ------ | ------ | ------ | ----- | ----- | ----- | ----- | ----- | ----- | ----- | ----- | ----- | ------ | ------ | ------ | ------ |
| Herrar    |        |        | GS     |        | GS     |        | GS     |       | GS    |       | GS    |       |       | ¼     |       | ½     |        |        | B      | F      |
| Damer     | GS     |        |        | GS     |        | GS     |        | GS    |       | GS    |       |       | ¼     |       | ½     |       | B      | F      |        |        |

## Kval

### Sammanfattning
| Nation              | Herrar | Damer | Idrottare |
| ------------------- | ------ | ----- | --------- |
| Angola              | —      | Yes   | 14        |
| Argentina           | Yes    | —     | 14        |
| Brasilien           | —      | Yes   | 14        |
| Kroatien            | Yes    | —     | 14        |
| Danmark             | Yes    | Yes   | 28        |
| Egypten             | Yes    | —     | 14        |
| Frankrike           | Yes    | Yes   | 28        |
| Tyskland            | Yes    | Yes   | 28        |
| Ungern              | Yes    | Yes   | 28        |
| Japan               | Yes    | —     | 14        |
| Nederländerna       | —      | Yes   | 14        |
| Norge               | Yes    | Yes   | 28        |
| Slovenien           | Yes    | Yes   | 28        |
| Sydkorea            | —      | Yes   | 14        |
| Spanien             | Yes    | Yes   | 28        |
| Sverige             | Yes    | Yes   | 28        |
| Totalt: 16 nationer | 168    | 168   | 336       |

### Herrarnas kval
| Kval                           | Datum                        | Värd          | Platser | Kvalificerade       |
| ------------------------------ | ---------------------------- | ------------- | ------- | ------------------- |
| Värdnation                     | —                            | —             | 1       | Frankrike           |
| Världsmästerskapet 2023        | 11–29 januari 2023           | Polen Sverige | 1       | Danmark             |
| Asiatisk kvalturnering 2023    | 18–28 oktober 2023           | Doha          | 1       | Japan               |
| Panamerikanska spelen 2023     | 30 oktober – 4 november 2023 | Viña del Mar  | 1       | Argentina           |
| Europamästerskapet 2024        | 10–28 januari 2024           | Tyskland      | 1       | Sverige             |
| Afrikanska mästerskapet 2024   | 17–27 januari 2024           | Kairo         | 1       | Egypten             |
| Olympiska kvalturneringar 2024 | 14–17 mars 2024              | Granollers    | 2       | Spanien · Slovenien |
| Olympiska kvalturneringar 2024 | 14–17 mars 2024              | Hannover      | 2       | Kroatien · Tyskland |
| Olympiska kvalturneringar 2024 | 14–17 mars 2024              | Tatabánya     | 2       | Norge · Ungern      |
| Totalt                         |                              |               | 12      |                     |

### Damernas kval
| Kval                           | Datum                          | Värd                                | Platser | Kvalificerade           |
| ------------------------------ | ------------------------------ | ----------------------------------- | ------- | ----------------------- |
| Värdnation                     | —                              | —                                   | 1       | Frankrike               |
| Europamästerskapet 2022        | 4–20 november 2022             | Slovenien Nordmakedonien Montenegro | 1       | Danmark                 |
| Asiatisk kvalturnering 2023    | 17–23 augusti 2023             | Hiroshima                           | 1       | Sydkorea                |
| Afrikansk kvalturnering 2023   | 11–14 oktober 2023             | Luanda                              | 1       | Angola                  |
| Panamerikanska spelen 2023     | 24–29 oktober 2023             | Viña del Mar                        | 1       | Brasilien               |
| Världsmästerskapet 2023        | 29 november – 17 december 2023 | Danmark Norge Sverige               | 1       | Norge                   |
| Olympiska kvalturneringar 2024 | 11–14 april 2024               | Debrecen                            | 2       | Ungern · Sverige        |
| Olympiska kvalturneringar 2024 | 11–14 april 2024               | Torrevieja                          | 2       | Nederländerna · Spanien |
| Olympiska kvalturneringar 2024 | 11–14 april 2024               | Neu-Ulm                             | 2       | Tyskland · Slovenien    |
| Totalt                         |                                |                                     | 12      |                         |

## Medaljsammanfattning
| Handboll                        | Guld | Silver | Brons |
| Damernas turnering Detaljer...  | Norge Veronica Kristiansen Maren Nyland Aardahl Stine Skogrand Nora Mørk Stine Bredal Oftedal Silje Solberg-Østhassel Kari Brattset Dale Kristine Breistøl Vilde Ingstad Katrine Lunde Marit Røsberg Jacobsen Camilla Herrem Sanna Solberg-Isaksen Henny Reistad Thale Rushfeldt Deila | Frankrike Laura Glauser Méline Nocandy Alicia Toublanc Chloé Valentini Coralie Lassource Grâce Zaadi Cléopatre Darleux Laura Flippes Orlane Kanor Tamara Horacek Pauletta Foppa Estelle Nze Minko Oriane Ondono Lucie Granier Sarah Bouktit Léna Grandveau Hatadou Sako | Danmark Sandra Toft Sarah Iversen Helena Elver Anne Mette Hansen Kathrine Heindahl Line Haugsted Althea Reinhardt Mette Tranborg Kristina Jørgensen Trine Østergaard Louise Burgaard Mie Højlund Emma Friis Rikke Iversen Michala Møller                                 |
| Herrarnas turnering Detaljer... | Danmark Niklas Landin Jacobsen Niclas Kirkeløkke Magnus Landin Jacobsen Emil Jakobsen Rasmus Lauge Emil Nielsen Magnus Saugstrup Hans Lindberg Mathias Gidsel Henrik Møllgaard Mikkel Hansen Lukas Jørgensen Lasse Andersson Simon Hald Thomas Sommer Arnoldsen Simon Pytlick          | Tyskland David Späth Johannes Golla Luca Witzke Sebastian Heymann Justus Fischer Juri Knorr Julian Köster Renārs Uščins Kai Häfner Tim Hornke Andreas Wolff Rune Dahmke Lukas Mertens Christoph Steinert Marko Grgić Jannik Kohlbacher                                  | Spanien Gonzalo Pérez de Vargas Jorge Maqueda Alex Dujshebaev Rodrigo Corrales Adrià Figueras Imanol Garciandia Abel Serdio Agustín Casado Aleix Gómez Ian Tarrafeta Miguel Sánchez-Migallón Daniel Dujshebaev Kauldi Odriozola Daniel Fernández Javier Rodríguez Moreno |

Denna tabell: visa • redigera